# Johann Ludwig (Nassau-Ottweiler)
Johann Ludwig Graf von Nassau-Ottweiler (* 24. Mai 1625 in Saarbrücken; † 9. Februar 1690 in Reichelsheim) war erster Graf von Nassau-Ottweiler, zeitweise Regent anderer nassauischer Territorien, Senior des Hauses Nassau und Generalmajor.

## Leben
Er war der zweite Sohn von Wilhelm Ludwig von Nassau-Saarbrücken und der Anna-Amalia von Baden-Durlach. Mit seinen Eltern musste er im Alter von zehn Jahren nach Metz fliehen. Der Vater starb 1640. Johann Ludwig und seine Mutter konnten erst drei Jahre später nach Saarbrücken zurückkehren. Zuvor hatte er an der Universität Saumur studiert. Zwischen 1644 und 1645 absolvierte er eine Kavalierreise nach Paris.
Nach dem Westfälischen Frieden und dem Tod seiner Mutter 1651 übernahm er die Regierung über die ottweilerischen, saarbrückischen und usingischen Lande und wurde auch Vormund seiner beiden noch minderjährigen Brüder. 1653 ging das in fürstlichem Besitz befindliche Neunkircher Eisenwerk wieder in Betrieb.
Er trat 1656 in französische Kriegsdienste ein und wurde Colonel des Régiment de Royal-Alsace. Er nahm am spanisch-französischen Krieg teil und geriet in Kriegsgefangenschaft.
Im Jahr 1659 kam es zur Erbteilung mit seinen beiden jüngeren Brüdern. Er erhielt dabei die Herrschaft Ottweiler und den Anspruch auf Homburg. Er nahm darauf seine Residenz in Ottweiler, aber späterhin meistens im Schloss Neunkirchen. Er wurde Begründer der Nebenlinie Nassau-Ottweiler, die bis 1728 bestand.
Schon zur Zeit seiner Vormundschaft und auch später bemühte er sich um die Rückgabe der Herrschaft Homburg und der Grafschaft Saarwerden von Lothringen auch mit Hilfe Ludwigs XIV. Es kam zu Verhandlungen vor dem Reichstag. 1669 erzielten Lothringen und Nassau auf dem Reichstag zu Regensburg folgenden Kompromiss: Bockenheim und Saarwerden kamen zu Lothringen, das Umland zu Nassau. Zwar wurden Johann Ludwig 1669 und 1670 die landesherrlichen Rechte an Homburg zugestanden, die Festung Homburg blieb aber bis zur Begleichung von Kriegsschulden des Reiches in Höhe von 140.000 Talern an Lothringen besetzt. Als 1671 erneut Krieg zwischen Frankreich und Lothringen ausbrach, übergab Herzog Karl IV. von Lothringen die Festung Homburg an Kurtrier, das sie später an Frankreich übergeben musste.
Während des Holländischen Krieges kam es zu Verheerungen auch von Gebieten Johann Ludwigs. Als 1675 Friedrich von Weilburg starb, übernahm Johann Ludwig die Vormundschaft über dessen Kinder. Im Jahr 1677 wurde er Senior des Nassauischen Hauses. Von der Reunionspolitik Ludwigs XIV. waren auch nassauische Besitzungen betroffen. Er weigerte sich, dem französischen König für Ottweiler und Homburg zu huldigen. Stattdessen übergab er die Herrschaft 1680 seinem Sohn Friedrich Ludwig, verließ Neunkirchen und zog sich in die nassauischen Länder jenseits des Rheins zurück.
Im Dienste des oberrheinischen Reichskreises im Zuge des Aufbaus einer neuen Reichsarmee wurde er 1681 Generalwachtmeister. Im Jahr 1682 wurde er Generalmajor und war Oberst und Inhaber eines Infanterieregiments. Er stand noch während des Pfälzischen Erbfolgekrieges im Dienst.
Er starb in Reichelsheim in der Wetterau, wo sein Regiment die Winterquartiere bezogen hatte, und wurde in der evangelischen Kirche von Reichelsheim beigesetzt. Seine Witwe Dorothea Katharina lebte auf ihrem Witwensitz im Schloss zu Neunkirchen bis zum 7. Dezember 1715, wo sie in einem Alter von 81 Jahren verstarb. Zum Bau eines Hospitals zu Ottweiler hatte sie im vorhergehenden Jahre eine Summe Geldes geschenkt, und das Hospital zur Unterhaltung der Kranken mit einigen Renten begabt.

## Familie
Er heiratete 1649 Dorothea Katharina (1634–1715), eine Tochter des Pfalzgrafen Christian I. von Pfalz-Birkenfeld-Bischweiler. Der Ehe entstammen folgende acht Kinder:
- Christian Ludwig (*/† 1650)
- Friedrich Ludwig (1651–1728)

⚭ 28. Juli 1680 Gräfin Christiana von Ahlefeldt (1659–1695), die Tochter von Graf Friedrich
⚭ 27. September 1697 Gräfin Luise Sophie von Hanau-Lichtenberg (1662–1751)
- Anna Catharina (1653–1731) ⚭ 1671 Johann Philipp Wild u. Rheingraf zu Dhaun, Graf zu Salm (1645–1693)
- Walrad (1656–1705), unverheiratet[1]
- Carl Siegfried (1659–1679), unverheiratet
- Ludwig (1661–1699) ⚭ 9. April 1694 Gräfin Amalie Luise von Hornes (1665–1728), Tochter von Graf Wilhelm Adrian
- Luise (1662–1741), blieb unvermählt
- Moritz (1664–1666)